# Güell (park)
Park Güell (katalánsky Parc Güell [ˈparɡ ˈɡweʎ]) je rozlehlý park s architektonickými prvky a spoustou rostlin situovaný nad Barcelonou (Katalánsko, Španělsko) na svahu hory Turó del Carmel obráceném směrem k moři. Park navrhl katalánský architekt Antoni Gaudí původně jako zahradní město pod názvem Parc Güell. Výstavba probíhala v letech 1900–1914. Projekt zahradního města se však realizovat nepodařilo.

## Založení parku
Zakázku na projekt zahradního města podle anglického vzoru zadal architektu Gaudímu průmyslník Eusebi Güell. Antoni Gaudí vyprojektoval zahradní město s asi 60 stavebními parcelami. Projekt měl být financován z předem zaplacených záloh za dosud nepostavené domy, našli se však pouze 2 kupci – samotní stavitelé parku Gaudí a Güell. Realizace projektu se tak nezdařila a projekt zahradního města nebyl nikdy dokončen. Park posléze odkoupilo město a od roku 1926 zpřístupnilo jako městský park.

## Park
Park má rozlohu 17,8 hektarů. Osobitý styl architekta se projevuje i v těch nejmenších detailech. Promenády jsou kryty sloupořadím se sloupy ve tvaru stromů, zvlněné tvary připomínají potoky lávy. Některé plochy architektonických prvků parku jsou kryty barevnými mozaikami z glazovaných keramických střepů či skla.
Domky stojící po obou stranách hlavního vchodu nesou typické znaky Gaudího rukopisu. Hlavní vstup do parku je řešen širokým schodištěm, vedoucím k Síni sta sloupů (katalánsky Sala de les cent columnes, španělsky Sala de las Cien Columnas). Síň je tvořena 86 sloupy připomínajícími stalagnáty v obrovské jeskyni. Sloupy nesou rozlehlou terasu, jež je lemována zvlněným, mozaikou zdobeným zábradlím, upraveným současně jako lavice na sezení. Terasa tvoří dominantu parku a je místem setkávání lidí a různých slavností. V parku stojí dva domy, v nichž bydleli Eusebi Güell (až do své smrti v roce 1918) a Antoni Gaudí, v jehož domě se nyní nachází museum věnované tomuto katalánskému architektovi.
Vzhledem ke své vyvýšené poloze na kraji města je park místem klidu kontrastujícím s ruchem katalánské metropole.

## Galerie

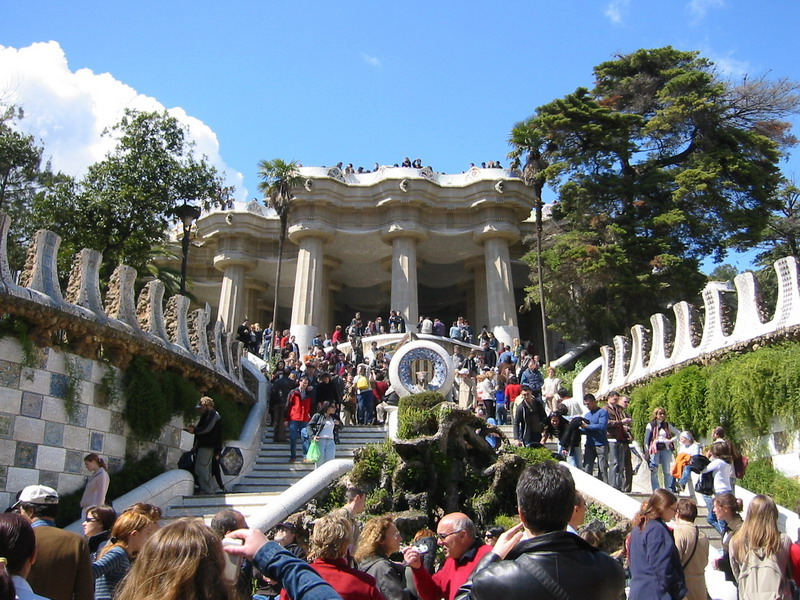
Hlavní vstup do parku
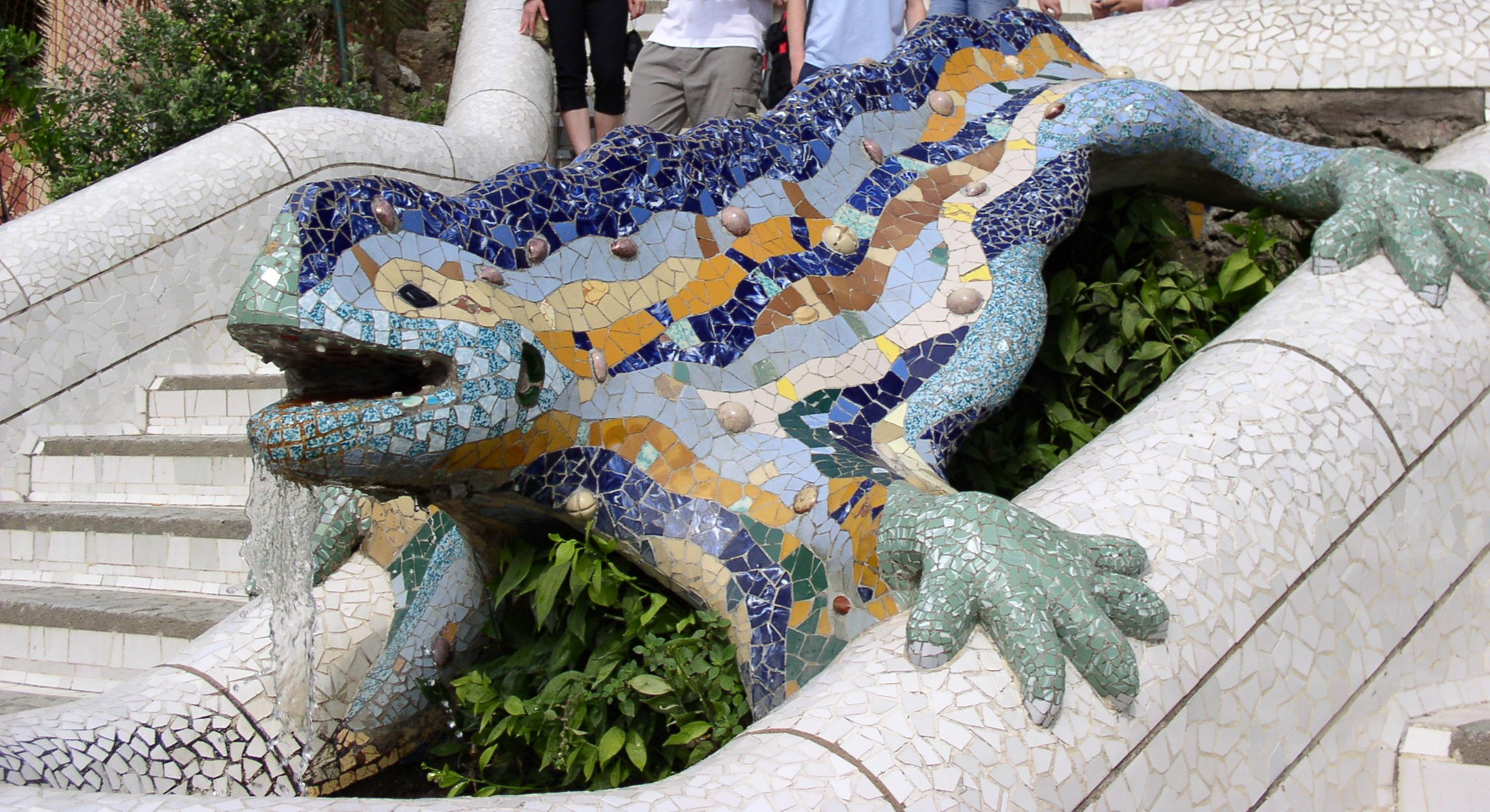
Drak (salamandr) hlídající hlavní schodiště
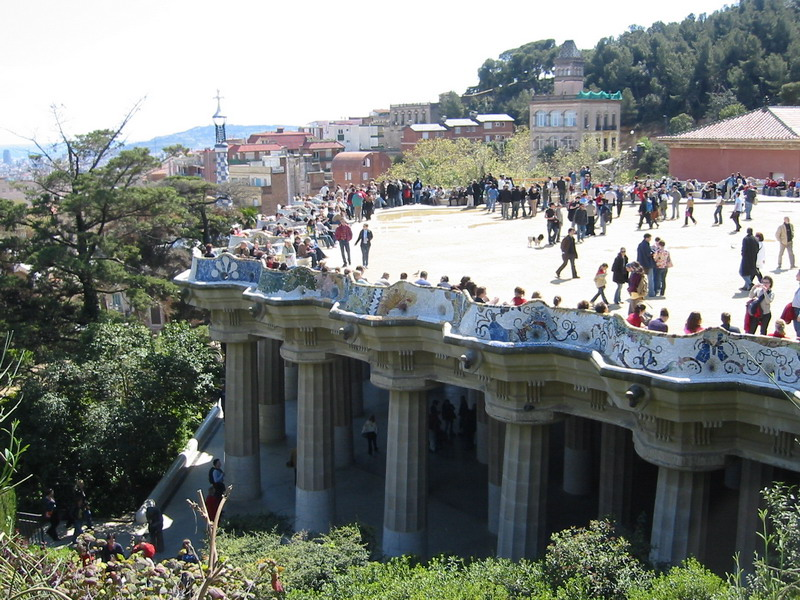
Terasa
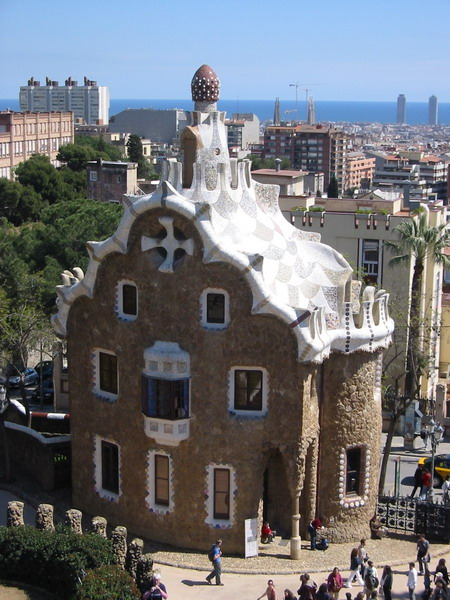
Dům u vstupu do Parku - pohled z terasy
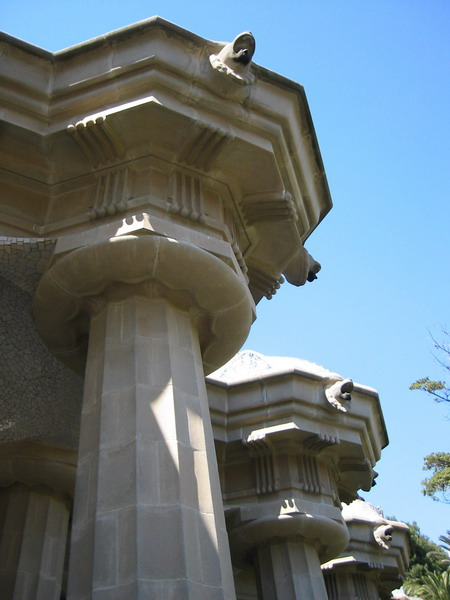
Sloupy terasy
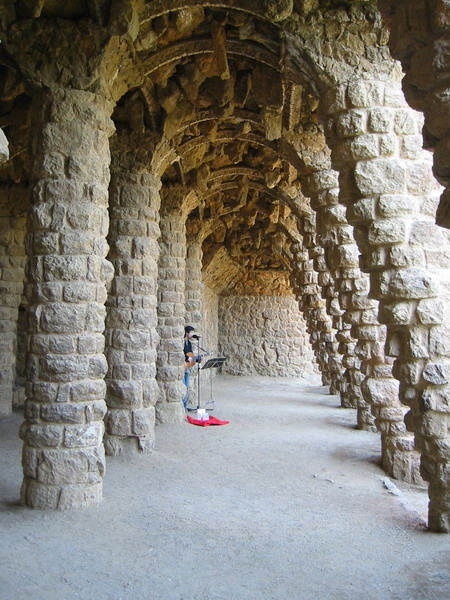
Krytá promenáda
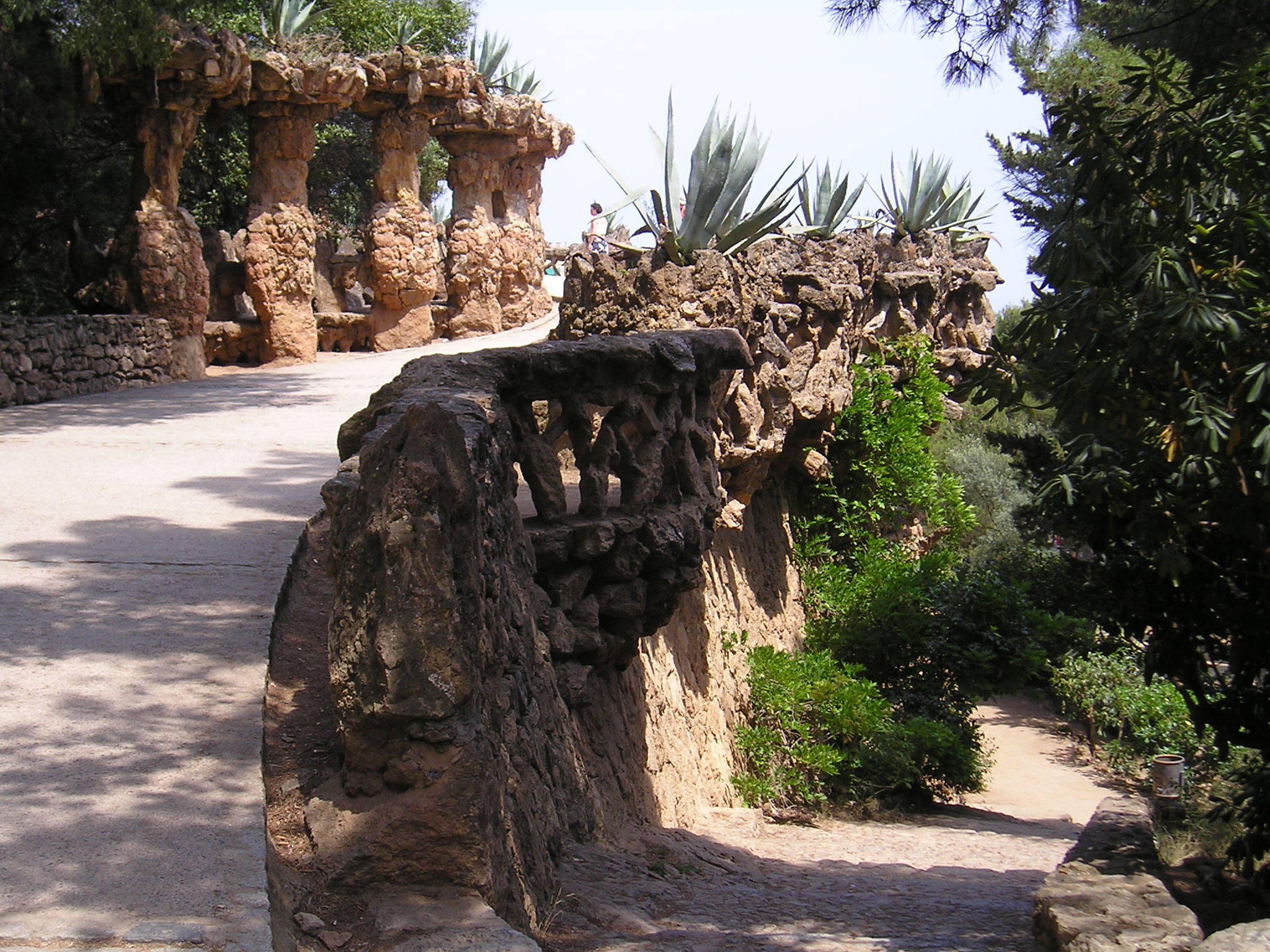
Parková cesta
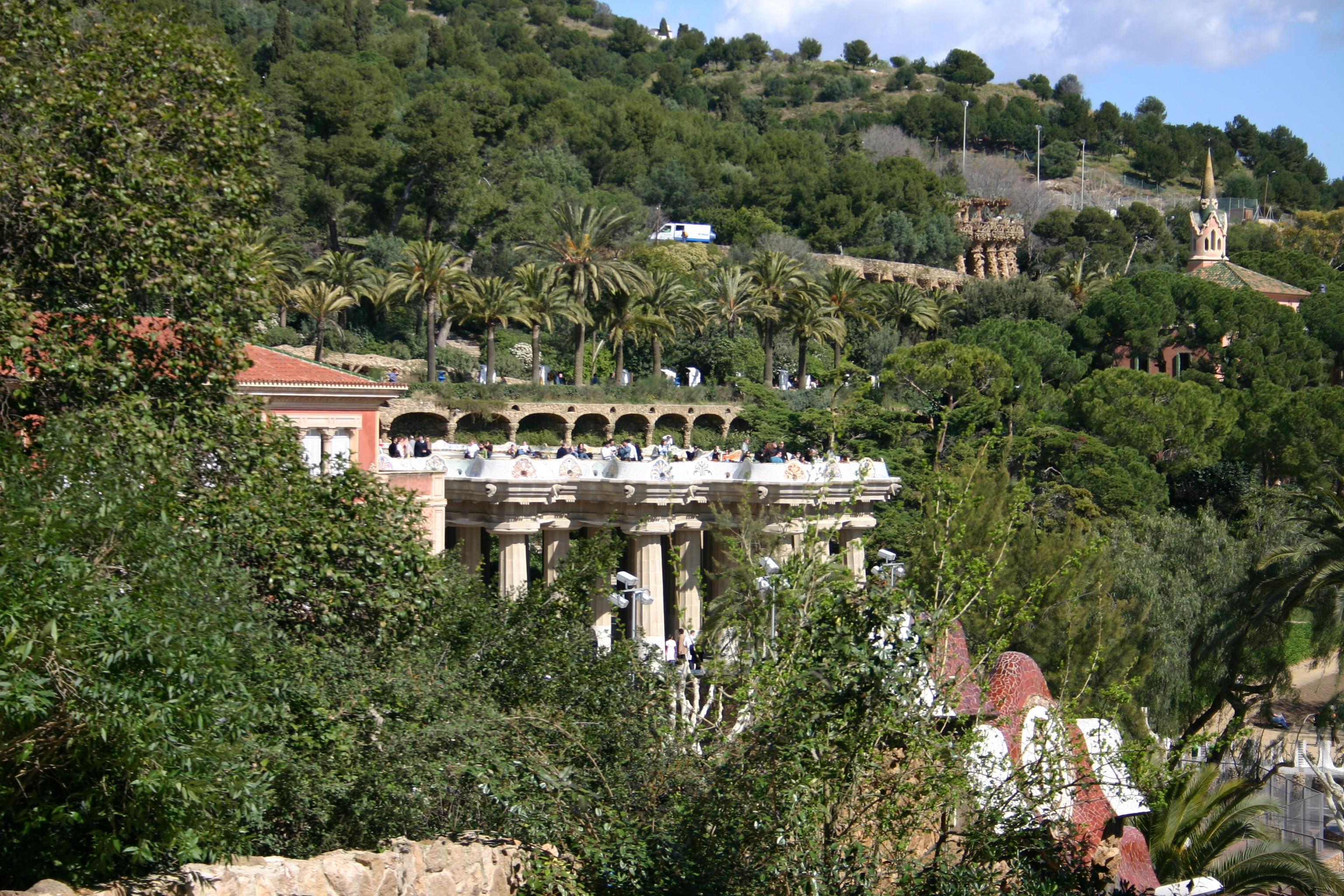
Celkový pohled na park